# Maria Lovisa av Savojen
Maria Lovisa Gabriella av Savojen, född 17 september 1688, död 14 februari 1714, var en spansk drottning och tidvis regent, gift med kung Filip V av Spanien. De hade sönerna Ludvig och Ferdinand VI av Spanien.

## Biografi
Maria Lovisa var dotter till Viktor Amadeus II av Savojen och Anne d'Orléans. 2 november 1701 blev hon bortgift med Filip, vid tretton års ålder; hennes syster hade redan blivit bortgift med Filips bror. 
Hon hade stort inflytande över maken, men stod själv under inflytanden av prinsessan des Ursines. Efter 1702 agerade hon regent i Spanien under makens frånvaro under det spanska tronföljdskriget. Hon blev populär i Spanien och beskrivs som en talangfull regent som lyckades skapa ordning i juntan och engagera allmänheten i krigsansträngningen. 